# Бабаєво (Калтасинський район)
Баба́єво (рос. Бабаево, башк. Бабай) — присілок у складі Калтасинського району Башкортостану, Росія. Входить до складу Калміябашівської сільської ради.
Населення — 336 осіб (2010; 387 у 2002).
Національний склад:
- марійці — 97 %